# Paus Donus
Donus, ook wel Donos of Domnus (Rome, geboortedatum onbekend – aldaar, 11 april 678) was paus van 2 november 676 tot zijn dood. Hij was de zoon van een Romein met de naam Mauricius. Paus Donus was een fel tegenstander van het monotheletisme. Er is maar weinig bekend over deze 78e paus.
Gedurende zijn pausschap plaveide hij het binnenhof van de Sint-Pieterskerk met marmeren blokken en restaureerde andere kerken in Rome. Ook verdreef hij een groep Nestoriaanse monniken, die ontdekt waren in een Syrisch klooster in Rome, en gaf hun klooster, genaamd Boëthius, aan katholieke monniken.
Hij kwam tot een overeenkomst met Reparatus, aartsbisschop van Ravenna, wat resulteerde in het afstaan van diens claims als kerkelijk vorst en zodoende de autoriteit weer bij Rome te brengen.
Relaties met Constantinopel waren vooral gericht op verzoening.
Het pontificaat van Donus duurde één jaar, vijf maanden en tien dagen. Hij is begraven in de Sint-Pieterskerk.
Een apocriefe paus Donus II was te vinden in de officiële lijsten, maar was per vergissing na paus Benedictus VI ingevoegd, vanwege een verwarring van de titel domnus (dominus) en de Romeinse naam Donus (LP II, XVIII, & 256).
De feestdag die verbonden is met deze paus is 20 januari.
Cursief: tegenpaus